# اورتتسانو
اورتتسانو (به ایتالیایی: Ortezzano) یک کومونه در ایتالیا است که در استان فرمو واقع شده‌است.

## خصوصیات
اورتتسانو ۷٫۰ کیلومترمربع مساحت و ۸۳۴ نفر جمعیت دارد.